# お吟さま (1978年の映画)
『お吟さま』（おぎんさま）は、1978年に公開された熊井啓監督の日本映画。
今東光の小説『お吟さま』が原作。

## スタッフ
- 監督 - 熊井啓
- 脚本 - 依田義賢
- 原作 - 今東光『お吟さま』
- 企画 - 大和新社
- 撮影 - 岡崎宏三
- 音楽 - 伊福部昭
- 美術 - 木村威夫
- 録音 - 橋本泰夫
- 整音 - 太田六敏
- 照明 - 下村一夫
- 編集 - 中静達治
- 監督補 - 宮川孝至、辻井康一
- 助監督 - 平間厚
- 製作担当者 - 井上徳太郎
- 記録 - 原純子
- 効果 - 東洋音響効果
- 録音所 - 櫂の会スタジオ
- 現像 - 東洋現像所
- 題字 - 賀茂牛道人
- 協力 - 京都市
- 製作協力 - 淡交社
- 製作 - 宝塚映画製作所

## キャスト
以下の出演者名と役名は特に記載がない限りKINENOTEに従った。
- 中野良子 - お吟（利休の娘）
- 志村喬 - 千宗易利休
- 中村敦夫 - 山上宗二
- 加藤武 - 施薬院全宗
- 原田大二郎 - 万代屋宗安（娘婿）
- 殿山泰司 - 安国寺恵瓊
- 伊藤孝雄 - 石田三成
- 岩崎加根子 - 千宗恩
- 三井魔乎 - おみの
- 遥くらら - 高山右近の妻
- 高橋長英 - 千少庵
- 梅野泰靖 - 千道安
- 原健策 - 今井宗久
- 岡田英次 - 小西行長
- 西村晃 - 神屋宗湛
- 井口海仙（特別出演） - 天王寺屋宗及
- 千政和（特別出演） - 細川三斉
- 二代目 中村吉右衛門 - 高山右近
- 三船敏郎 - 豊臣秀吉
- 清川新吾 - 浅野長政（クレジットなし）
- 千葉敏郎 - 増田長盛（クレジットなし）
- 松本朝夫 - 長束正家（クレジットなし）
- 伴勇太郎 - 前田玄以（クレジットなし）
- 南部彰三 - 高山ダリヨ（クレジットなし）
- 平光淳之助 - ナレーター [2]

## 受賞歴
- 1979年 第2回日本アカデミー賞
  - 優秀音楽賞 伊福部昭 - 『お吟さま』[3]
  - 優秀技術賞 木村威夫（美術） - 『お吟さま』[3]